# Luitré
Luitré (bret. Loezherieg) – miejscowość i dawna gmina we Francji, w regionie Bretania, w departamencie Ille-et-Vilaine. W 2013 roku populacja ówczesnej gminy wynosiła 1349 mieszkańców. 
W dniu 1 stycznia 2019 roku z połączenia dwóch ówczesnych gmin – Dompierre-du-Chemin oraz Luitré – powstała nowa gmina Luitré-Dompierre. Siedzibą gminy została miejscowość Luitré. 